# 西原博史
西原 博史（にしはら ひろし、1958年9月7日 - 2018年1月22日）は、日本の法学者。専門は、憲法学・比較憲法学・教育法。学位は、博士（法学）（早稲田大学・1996年）。元早稲田大学社会科学総合学術院教授。

## 人物
早稲田大学法学部卒業。1992年、早稲田大学大学院法学研究科博士課程後期課程満期退学。1996年、早稲田大学より博士（法学）の学位を取得。1992年早稲田大学社会科学部専任講師、1994年同助教授、1999年同教授を経て、2004年、同社会科学総合学術院教授。2014年、同社会科学部長。
研究テーマは思想・良心の自由、基本的人権の基礎理論、福祉国家と憲法、平等権など。早稲田大学社会科学部のほか東京大学教育学部（2005年～2008年）、大学院教育学研究科（2009年～2012年）、東北大学法学部（2007年）でも教鞭を執る。
刑法学者で、元早大総長の西原春夫は実父、早稲田大学名誉教授（刑事政策）の須々木主一は叔父である。早稲田大学社会科学総合学術院教授の阪口正二郎とは親友。
早稲田大学体育会剣道部の部長を務める。
2018年1月22日深夜午前0時頃、三鷹市新川の中央自動車道上り線三鷹料金所付近で中央分離帯に衝突する自損事故を起こし、追越車線に停車した。その後、後続車の運転手の指示で中央分離帯へ避難したが、0時10分頃に何らかの理由で走行車線上を歩いていたため、後ろから来た冷蔵冷凍車に撥ねられた。西原は病院に搬送されたが、全身を強く打っており、約1時間後死亡が確認された。

## 研究
従来の教育法学の通説的議論（堀尾輝久・兼子仁など）に対する批判を展開した。
「『君が代』伴奏拒否訴訟最高裁判決批判－『子どもの心の自由』を中心に」世界2007年5月号137頁では、教師を子どもの人権にとって危険な存在と捉えている。西原によれば、従来の教師の教育権（教育の自由）の主張は、「子どもの無権利状態を容認し続けていた」（p.138）。「日の丸・君が代」の学校現場での教師に対する強制を教師の教育の自由によって対抗しようとする主張は、「教師中心主義」で「日教組御用法学」である（p.139）。そこでは、「子どもの自由の保障が真剣に追求されているわけではなく、単に運動論的な名目として利用されているに過ぎな」い（p.140）。子どもが自律した人格へと成長する権利（思想・良心の自由）を議論の根本にすべきと解している。他方で、教師に対する「君が代」斉唱参加強制が個人あるいは一教育者として思想・良心の自由を侵害する可能性についても早くから指摘していた。

## 参考人出席
第161回国会・参議院 『憲法調査会』、第165回国会・衆議院 『教育基本法に関する特別委員会公聴会』、第166回国会・参議院 『日本国憲法に関する調査特別委員会』で、憲法学者・教育法学者として、社会権、教育基本法改正案、憲法改正・国民投票のあり方のそれぞれについて、意見陳述を行った。

## 著書

### 単著
- 『良心の自由 基本的人権としての良心的自律可能性の保障』成文堂、1995年2月。ISBN 978-4792302337。
  - 『良心の自由』（増補版）成文堂、2001年1月。ISBN 978-4792303266。
- Das Recht auf geschlechtsneutrale Behandlung nach dem EGV und GG die Gleichberechtigung von Mann und Frau vor dem EuGH und dem BVerfG im Vergleich. Duncker & Humblot（ドイツ語: Duncker & Humblot）. (2000). ISBN 978-3428108978
- 『平等取扱の権利』成文堂、2003年2月。ISBN 978-4792303525。
- 『学校が「愛国心」を教えるとき 基本的人権からみた国旗・国歌と教育基本法改正』日本評論社、2003年5月。ISBN 978-4535583634。
- 『教育基本法「改正」 ――私たちは何を選択するのか――』岩波書店〈岩波ブックレット〉、2004年2月。ISBN 978-4000093156。
- 『良心の自由と子どもたち』岩波書店〈岩波新書〉、2006年2月。ISBN 978-4004309932。[10]
- 『子どもは好きに育てていい 「親の教育権」入門』NHK出版〈生活人新書〉、2008年5月。ISBN 978-4140882559。
- 『自律と保護 憲法上の人権保障が意味するものをめぐって』成文堂〈立法学のフロンティア〉、2009年9月。ISBN 978-4792304669。
- 『うさぎのヤスヒコ、憲法と出会う サル山共和国が守るみんなの権利』画・山中正大、太郎次郎社エディタス〈「なるほどパワー」の法律講座〉、2014年4月。ISBN 978-4811807683。

### 共著
- Sung-Soo Kim; Hiroshi Nishihara (2000). Vom paternalistischen zum partnerschaftlichen Rechtsstaat Entwicklungen im offentlichen Recht Koreas und Japans an der Schwelle zum 21. Jahrhundert. Nomos Verlagsgesellschaft（ドイツ語: Nomos Verlag）. ISBN 978-3789065729
- 樋口陽一、杉田敦、西原博史、北田暁大、井上達夫、齋藤純一、愛敬浩二（コーディネーター）『対論 憲法を／憲法から ラディカルに考える』法律文化社、2008年4月。ISBN 978-4589030955。
- 土肥信雄、藤田英典、尾木直樹、西原博史、石坂啓『学校から言論の自由がなくなる ある都立高校長の「反乱」』岩波書店〈岩波ブックレット No.749〉、2009年2月。ISBN 978-4000094498。

### 編著
- 西原博史編 編『人権論の新展開』岩波書店〈岩波講座 憲法 2〉、2007年8月。ISBN 978-4000107365。
- 西原博史編 編『監視カメラとプライバシー』成文堂〈パースペクティヴズ〉、2009年4月。ISBN 978-4792304560。
- 西原博史編 編『立法システムの再構築』ナカニシヤ出版、2014年7月。ISBN 978-4779508714。

### 共編著
- 戸波江二・西原博史編著 編『子ども中心の教育法理論に向けて』エイデル研究所、2006年11月。ISBN 978-4871684095。
- 西原博史・斎藤一久編著 編『教職課程のための憲法入門』弘文堂、2016年2月。ISBN 978-4335356520。
  - 西原博史・斎藤一久編著 編『教職課程のための憲法入門』（第2版）弘文堂、2019年2月。ISBN 978-4335357633。
- 工藤達朗・西原博史・鈴木秀美・小山剛・毛利透・三宅雄彦・斎藤一久編集 編『憲法学の創造的展開 戸波江二先生古稀記念』 上巻、信山社、2017年12月。ISBN 978-4797280722。
- 工藤達朗・西原博史・鈴木秀美・小山剛・毛利透・三宅雄彦・斎藤一久編集 編『憲法学の創造的展開 戸波江二先生古稀記念』 下巻、信山社、2017年12月。ISBN 978-4797280739。
- 浅倉むつ子・西原博史編著 編『平等権と社会的排除 ――人権と差別禁止法理の過去・現在・未来――』成文堂〈人権問題としての排除・剥奪〉、2017年3月。ISBN 978-4792306069。

### 分担執筆
- 藪下史郎監修・川岸令和編著 編「公共サーヴィスと自由 教育をめぐる平等と選択のジレンマを手がかりに」『立憲主義の政治経済学』東洋経済新報社、2008年3月。ISBN 978-4492211748。

## メディア出演
- クローズアップ現代 『増殖する監視カメラ』 2010年10月25日 NHK総合
- あさイチ 『とことんアナ・あなた撮られてます！監視カメラ最新事情』 NHK総合 2010年6月30日
- 週刊フジテレビ批評 『教育基本法「改正」はどう伝えられたか』 フジテレビ 2006年12月16日
- 筑紫哲也 NEWS23 『マンデープラス・教育基本法改正 賛成・反対？』 TBSテレビ 2006年10月30日
- 朝まで生テレビ! 『激論!日本国憲法?! ----- 禁断の呪縛を解かれるか…』 テレビ朝日 2000年4月28日